# Entoloma lanuginosipes
Entoloma lanuginosipes är en svampart som beskrevs av Noordel. 1979. Entoloma lanuginosipes ingår i släktet Entoloma och familjen Entolomataceae.  Artens status i Sverige är: Ej påträffad. Inga underarter finns listade i Catalogue of Life.